# 文の家恋しく・たより
文の家恋しく・たより（ふみのや こいしく・たより）は、昭和期に活躍した夫婦漫才コンビ。
漫才コンビでありながら寄席や劇場では色物として二人羽織、数字合わせなどの珍芸も売りにしていた。

## メンバー
- 文の家恋しく（ふみのや こいしく、1896年 - 没年不詳 、本名:大石楠雄）

元落語家出身で1915年頃に2代目桂文之助の門下でひさごを名乗った。その後かしくと改名、文之助引退後は文之助の実の子の2代目文の家かしくの門下に入った。元落語家であったが落語の衰退で仕方なく漫才に転じた。かしくが福松を襲名頃まで健在だったがたより共に消息は不明。
- 文の家たより（ふみのや たより、生没年不詳 、本名:大石？旧姓は和田？）

東京の落語家の3代目古今亭志ん生の娘で常盤津の出で常盤津文字喜代と言った。後に大阪で出てかしくの門下になりたよりと改名。恋しくを相方に高座を勤めた。